# Großer Preis der Niederlande 1979
Der Große Preis der Niederlande 1979 (offiziell XXVI Grote Prijs van Nederland) fand am 26. August auf dem Circuit Park Zandvoort in Zandvoort statt und war das zwölfte Rennen der Automobil-Weltmeisterschaft 1979.

## Berichte

### Hintergrund
Williams präsentierte sich mit drei Siegen in Folge bei den zurückliegenden Grand Prix in Großbritannien, Deutschland und Österreich als das dominierende Team der zweiten Saisonhälfte 1979. Aufgrund der damals gültigen Regelung, dass die jeweils vier besten Resultate von jeder der beiden Saisonhälften gewertet wurden, spielten die Williams-Piloten Alan Jones und Clay Regazzoni dennoch nur eine untergeordnete Rolle im Kampf um den WM-Titel, da sie in der ersten Hälfte nur wenige Punkte erzielt hatten. Ferrari-Pilot Jody Scheckter hatte somit die besten Chancen auf den Gewinn der Fahrerweltmeisterschaft, was zudem dadurch begünstigt wurde, dass sein Teamkollege Gilles Villeneuve einen klaren Nummer-Zwei-Status im Team hatte.
Jean-Pierre Jarier kehrte nach auskurierter Krankheit auf seinen Stammplatz ins Team Tyrrell zurück. Weitere Veränderungen im Fahrerfeld im Vergleich zum vorangegangenen Rennen gab es nicht.
Die Strecke von Zandvoort war inzwischen in ihrem östlichen Abschnitt mit einer temporären Schikane modifiziert worden.

### Training
Renault-Pilot René Arnoux sicherte sich die Pole-Position neben Jones und vor dessen Teamkollegen Regazzoni sowie seinem eigenen Teamkollegen Jean-Pierre Jabouille. Es folgten die beiden Ferrari-Piloten Scheckter und Villeneuve vor Jacques Laffite im Ligier.

### Rennen
Während Jones direkt beim Start die Führung übernahm, kollidierte Arnoux mit dem rechts von ihm fahrenden Regazzoni, da er von links durch Jabouille und Villeneuve bedrängt wurde. Regazzonis linkes Vorderrad riss dabei ab und Arnoux beschädigte sich seine Aufhängung. Villeneuve bog als Zweitplatzierter in die erste Kurve ein.
Während Scheckter, der aufgrund technischer Probleme vom Ende des Feldes hatte starten müssen, durch das gesamte Feld hindurch aufholte, übernahm sein Teamkollege Villeneuve in der elften Runde die Führung von Jones. Jabouille folgte zu diesem Zeitpunkt auf dem dritten Rang vor Didier Pironi und Keke Rosberg. Zwischen den beiden Letztgenannten kam es während der folgenden Runde zu einem Platztausch.
Bis zur 26. Runde überholte Scheckter sowohl Pironi als auch Rosberg und profitierte gleichzeitig vom technisch bedingten Ausfall Jabouilles, der ihm den dritten Rang einbrachte.
Im 47. Umlauf drehte sich Villeneuve, wodurch Jones wieder an die Spitze gelangte. Als vier Runden später Villeneuves linker Hinterreifen platzte, drehte sich der Kanadier erneut und versuchte anschließend, auf drei Rädern fahrend zur Box zu gelangen. Da er dazu eine gesamte Runde zurücklegen musste und seine Geschwindigkeit dabei kaum reduzierte, wurde seine Aufhängung derart beschädigt, dass er das Rennen an der Box aufgeben musste.
Jones gewann sein drittes Rennen in Folge vor Scheckter und Laffite, der von Pironis Ausscheiden in Runde 52 profitierte. Die weiteren Punktegewinner waren Nelson Piquet, Jacky Ickx und Jochen Mass.

## Meldeliste
| Team                          | Nr. | Fahrer                | Chassis        | Motor                    | Reifen |
| ----------------------------- | --- | --------------------- | -------------- | ------------------------ | ------ |
| Martini Racing Team Lotus     | 01  | Mario Andretti        | Lotus 79       | Ford Cosworth DFV 3.0 V8 | G      |
| Martini Racing Team Lotus     | 02  | Carlos Reutemann      | Lotus 79       | Ford Cosworth DFV 3.0 V8 | G      |
| Candy Tyrrell Team            | 03  | Didier Pironi         | Tyrrell 009    | Ford Cosworth DFV 3.0 V8 | G      |
| Candy Tyrrell Team            | 04  | Jean-Pierre Jarier    | Tyrrell 009    | Ford Cosworth DFV 3.0 V8 | G      |
| Parmalat Racing Team          | 05  | Niki Lauda            | Brabham BT48   | Alfa Romeo 1260 3.0 V12  | G      |
| Parmalat Racing Team          | 06  | Nelson Piquet         | Brabham BT48   | Alfa Romeo 1260 3.0 V12  | G      |
| Marlboro Team McLaren         | 07  | John Watson           | McLaren M29    | Ford Cosworth DFV 3.0 V8 | G      |
| Marlboro Team McLaren         | 08  | Patrick Tambay        | McLaren M29    | Ford Cosworth DFV 3.0 V8 | G      |
| ATS Wheels                    | 09  | Hans-Joachim Stuck    | ATS D3         | Ford Cosworth DFV 3.0 V8 | G      |
| Scuderia Ferrari SpA SEFAC    | 11  | Jody Scheckter        | Ferrari 312T4  | Ferrari 015 3.0 F12      | M      |
| Scuderia Ferrari SpA SEFAC    | 12  | Gilles Villeneuve     | Ferrari 312T4  | Ferrari 015 3.0 F12      | M      |
| Fittipaldi Automotive         | 14  | Emerson Fittipaldi    | Fittipaldi F6A | Ford Cosworth DFV 3.0 V8 | G      |
| Équipe Renault Elf            | 15  | Jean-Pierre Jabouille | Renault RS10   | Renault EF1 1.5 V6t      | M      |
| Équipe Renault Elf            | 16  | René Arnoux           | Renault RS10   | Renault EF1 1.5 V6t      | M      |
| Samson Shadow Racing Team     | 17  | Jan Lammers           | Shadow DN9     | Ford Cosworth DFV 3.0 V8 | G      |
| Interscope Shadow Racing Team | 18  | Elio de Angelis       | Shadow DN9     | Ford Cosworth DFV 3.0 V8 | G      |
| Olympus Cameras Wolf Racing   | 20  | Keke Rosberg          | Wolf WR9       | Ford Cosworth DFV 3.0 V8 | G      |
| Team Ensign                   | 22  | Patrick Gaillard      | Ensign N179    | Ford Cosworth DFV 3.0 V8 | G      |
| Team Merzario                 | 24  | Arturo Merzario       | Merzario A4    | Ford Cosworth DFV 3.0 V8 | G      |
| Ligier Gitanes                | 25  | Jacky Ickx            | Ligier JS11    | Ford Cosworth DFV 3.0 V8 | G      |
| Ligier Gitanes                | 26  | Jacques Laffite       | Ligier JS11    | Ford Cosworth DFV 3.0 V8 | G      |
| Albilad-Saudia Racing Team    | 27  | Alan Jones            | Williams FW07  | Ford Cosworth DFV 3.0 V8 | G      |
| Albilad-Saudia Racing Team    | 28  | Clay Regazzoni        | Williams FW07  | Ford Cosworth DFV 3.0 V8 | G      |
| Warsteiner Arrows Racing Team | 29  | Riccardo Patrese      | Arrows A2      | Ford Cosworth DFV 3.0 V8 | G      |
| Warsteiner Arrows Racing Team | 30  | Jochen Mass           | Arrows A2      | Ford Cosworth DFV 3.0 V8 | G      |
| Team Rebaque                  | 31  | Héctor Rebaque        | Lotus 79       | Ford Cosworth DFV 3.0 V8 | G      |

## Klassifikationen

### Startaufstellung
| Pos. | Fahrer                | Konstrukteur       | Zeit     | Ø-Geschwindigkeit | Start |
| ---- | --------------------- | ------------------ | -------- | ----------------- | ----- |
| 01   | René Arnoux           | Renault            | 1:15,461 | 201,609 km/h      | 01    |
| 02   | Alan Jones            | Williams-Ford      | 1:15,646 | 201,116 km/h      | 02    |
| 03   | Clay Regazzoni        | Williams-Ford      | 1:16,228 | 199,580 km/h      | 03    |
| 04   | Jean-Pierre Jabouille | Renault            | 1:16,304 | 199,381 km/h      | 04    |
| 05   | Jody Scheckter        | Ferrari            | 1:16,392 | 199,152 km/h      | 05    |
| 06   | Gilles Villeneuve     | Ferrari            | 1:16,939 | 197,736 km/h      | 06    |
| 07   | Jacques Laffite       | Ligier-Ford        | 1:17,129 | 197,249 km/h      | 07    |
| 08   | Keke Rosberg          | Wolf-Ford          | 1:17,280 | 196,863 km/h      | 08    |
| 09   | Niki Lauda            | Brabham-Alfa Romeo | 1:17,495 | 196,317 km/h      | 09    |
| 10   | Didier Pironi         | Tyrrell-Ford       | 1:17,625 | 195,988 km/h      | 10    |
| 11   | Nelson Piquet         | Brabham-Alfa Romeo | 1:17,667 | 195,882 km/h      | 11    |
| 12   | John Watson           | McLaren-Ford       | 1:17,750 | 195,673 km/h      | 12    |
| 13   | Carlos Reutemann      | Lotus-Ford         | 1:18,001 | 195,044 km/h      | 13    |
| 14   | Patrick Tambay        | McLaren-Ford       | 1:18,147 | 194,679 km/h      | 14    |
| 15   | Hans-Joachim Stuck    | ATS-Ford           | 1:18,256 | 194,408 km/h      | 15    |
| 16   | Jean-Pierre Jarier    | Tyrrell-Ford       | 1:18,430 | 193,977 km/h      | 16    |
| 17   | Mario Andretti        | Lotus-Ford         | 1:18,452 | 193,922 km/h      | 17    |
| 18   | Jochen Mass           | Arrows-Ford        | 1:18,606 | 193,542 km/h      | 18    |
| 19   | Riccardo Patrese      | Arrows-Ford        | 1:18,629 | 193,486 km/h      | 19    |
| 20   | Jacky Ickx            | Ligier-Ford        | 1:18,706 | 193,297 km/h      | 20    |
| 21   | Emerson Fittipaldi    | Fittipaldi-Ford    | 1:19,433 | 191,527 km/h      | 21    |
| 22   | Elio de Angelis       | Shadow-Ford        | 1:20,709 | 188,499 km/h      | 22    |
| 23   | Jan Lammers           | Shadow-Ford        | 1:21,084 | 187,628 km/h      | 23    |
| 24   | Héctor Rebaque        | Lotus-Ford         | 1:21,344 | 187,028 km/h      | 24    |
| DNQ  | Patrick Gaillard      | Ensign-Ford        | 1:22,922 | 183,469 km/h      | –     |
| DNQ  | Arturo Merzario       | Merzario-Ford      | 1:23,613 | 181,953 km/h      | –     |

### Rennen
| Pos. | Fahrer                | Konstrukteur       | Runden | Stopps | Zeit        | Start | Schnellste Runde |
| ---- | --------------------- | ------------------ | ------ | ------ | ----------- | ----- | ---------------- |
| 01   | Alan Jones            | Williams-Ford      | 75     | 0      | 1:41:19,775 | 02    | 1:19,444         |
| 02   | Jody Scheckter        | Ferrari            | 75     | 0      | + 21,783    | 05    | 1:20,241         |
| 03   | Jacques Laffite       | Ligier-Ford        | 75     | 0      | + 1:03,253  | 07    | 1:20,329         |
| 04   | Nelson Piquet         | Brabham-Alfa Romeo | 74     | 0      | + 1 Runde   | 11    | 1:20,971         |
| 05   | Jacky Ickx            | Ligier-Ford        | 74     | 0      | + 1 Runde   | 20    | 1:21,165         |
| 06   | Jochen Mass           | Arrows-Ford        | 73     | 0      | + 2 Runden  | 18    | 1:21,385         |
| 07   | Héctor Rebaque        | Lotus-Ford         | 73     | 1      | + 2 Runden  | 24    | 1:22,156         |
| –    | Didier Pironi         | Tyrrell-Ford       | 51     | 0      | DNF         | 10    | 1:20,703         |
| –    | Gilles Villeneuve     | Ferrari            | 49     | 0      | DNF         | 06    | 1:19,438 (39.)   |
| –    | Elio de Angelis       | Shadow-Ford        | 40     | 0      | DNF         | 22    | 1:22,664         |
| –    | Keke Rosberg          | Wolf-Ford          | 33     | 1      | DNF         | 08    | 1:20,794         |
| –    | Jean-Pierre Jabouille | Renault            | 26     | 0      | DNF         | 04    | 1:20,199         |
| –    | John Watson           | McLaren-Ford       | 22     | 0      | DNF         | 12    | 1:21,000         |
| –    | Jean-Pierre Jarier    | Tyrrell-Ford       | 20     | 0      | DNF         | 16    | 1:21,487         |
| –    | Hans-Joachim Stuck    | ATS-Ford           | 19     | 0      | DNF         | 15    | 1:23,014         |
| –    | Jan Lammers           | Shadow-Ford        | 12     | 0      | DNF         | 23    | 1:22,955         |
| –    | Mario Andretti        | Lotus-Ford         | 9      | 0      | DNF         | 17    | 1:21,628         |
| –    | Riccardo Patrese      | Arrows-Ford        | 7      | 0      | DNF         | 19    | 1:22,428         |
| –    | Patrick Tambay        | McLaren-Ford       | 5      | 0      | DNF         | 14    | 1:30,635         |
| –    | Niki Lauda            | Brabham-Alfa Romeo | 3      | 0      | DNF         | 09    | 1:23,293         |
| –    | Emerson Fittipaldi    | Fittipaldi-Ford    | 2      | 0      | DNF         | 21    | 1:39,898         |
| –    | Carlos Reutemann      | Lotus-Ford         | 1      | 0      | DNF         | 13    | 2:12,873         |
| –    | René Arnoux           | Renault            | 1      | 0      | DNF         | 01    | 2:41,638         |
| –    | Clay Regazzoni        | Williams-Ford      | 0      | 0      | DNF         | 03    | –                |

## WM-Stände nach dem Rennen
Die ersten sechs des Rennens bekamen 9, 6, 4, 3, 2 bzw. 1 Punkt(e). Es zählten nur die besten vier Ergebnisse aus den ersten sieben Rennen und die besten vier Ergebnisse aus den letzten acht Rennen. In der Konstrukteurswertung wurden alle Resultate gewertet. Streichresultate sind in Klammern gesetzt.

### Fahrerwertung
| Pos. | Fahrer                | Konstrukteur       | Punkte  |
| ---- | --------------------- | ------------------ | ------- |
| 01   | Jody Scheckter        | Ferrari            | 44 (48) |
| 03   | Jacques Laffite       | Ligier-Ford        | 36      |
| 04   | Alan Jones            | Williams-Ford      | 34      |
| 02   | Gilles Villeneuve     | Ferrari            | 32      |
| 05   | Clay Regazzoni        | Williams-Ford      | 24      |
| 06   | Patrick Depailler     | Ligier-Ford        | 20 (22) |
| 07   | Carlos Reutemann      | Lotus-Ford         | 20 (25) |
| 08   | Jean-Pierre Jarier    | Tyrrell-Ford       | 13      |
| 09   | John Watson           | McLaren-Ford       | 13      |
| 10   | Mario Andretti        | Lotus-Ford         | 12      |
| 11   | René Arnoux           | Renault            | 11      |
| 12   | Jean-Pierre Jabouille | Renault            | 9       |
| 13   | Didier Pironi         | Tyrrell-Ford       | 8       |
| 14   | Nelson Piquet         | Brabham-Alfa Romeo | 3       |
| 15   | Jacky Ickx            | Ligier-Ford        | 3       |
| 16   | Jochen Mass           | Arrows-Ford        | 3       |

| Pos. | Fahrer             | Konstrukteur               | Punkte |
| ---- | ------------------ | -------------------------- | ------ |
| 17   | Riccardo Patrese   | Arrows-Ford                | 2      |
| 18   | Niki Lauda         | Brabham-Alfa Romeo         | 1      |
| 19   | Emerson Fittipaldi | Fittipaldi-Ford            | 1      |
| 20   | Elio de Angelis    | Shadow-Ford                | 0      |
| 21   | Héctor Rebaque     | Lotus-Ford                 | 0      |
| 22   | Patrick Tambay     | McLaren-Ford               | 0      |
| 23   | Geoff Lees         | Tyrrell-Ford               | 0      |
| 24   | Hans-Joachim Stuck | ATS-Ford                   | 0      |
| 25   | Derek Daly         | Ensign-Ford / Tyrrell-Ford | 0      |
| 26   | James Hunt         | Wolf-Ford                  | 0      |
| 27   | Keke Rosberg       | Wolf-Ford                  | 0      |
| 28   | Jan Lammers        | Shadow-Ford                | 0      |
| 29   | Patrick Gaillard   | Ensign-Ford                | 0      |
| 30   | Bruno Giacomelli   | Alfa Romeo                 | 0      |
| –    | Arturo Merzario    | Merzario-Ford              | 0      |

### Konstrukteurswertung
| Pos. | Konstrukteur  | Punkte |
| ---- | ------------- | ------ |
| 01   | Ferrari       | 80     |
| 02   | Ligier-Ford   | 61     |
| 03   | Williams-Ford | 58     |
| 04   | Lotus-Ford    | 37     |
| 05   | Tyrrell-Ford  | 21     |
| 06   | Renault       | 20     |
| 07   | McLaren-Ford  | 13     |
| 08   | Arrows-Ford   | 5      |

| Pos. | Konstrukteur       | Punkte |
| ---- | ------------------ | ------ |
| 09   | Brabham-Alfa Romeo | 4      |
| 10   | Fittipaldi-Ford    | 1      |
| 11   | Shadow-Ford        | 0      |
| 12   | ATS-Ford           | 0      |
| 13   | Wolf-Ford          | 0      |
| 14   | Ensign-Ford        | 0      |
| 15   | Alfa Romeo         | 0      |
| –    | Merzario-Ford      | 0      |